# センバツ球春譜
センバツ球春譜（せんばつきゅうしゅんふ）は、NHKの選抜高等学校野球大会の生中継において、試合間に放映されるコーナー番組である。

## 概要
高校野球の試合と試合の間には、選手や関係者の入れ替え、グラウンド整備、試合前の練習などでおよそ40分以上の間隔がある。NHKではその間、前の試合終了後には監督インタビュー・ハイライトシーン・解説者による戦評などを、次の試合開始前には学校紹介・選手紹介などを放映するが、それでも間隔時間を消化しきれないため、ニュースや番組紹介を放映している。
その一環で次の試合の中継開始直前に、選抜高等学校野球大会の歴史や過去の名勝負、記憶に残る高校や選手・プレーなどを「センバツ球春譜」として放映している。放映時間は1回あたり2～3分間で、1度に2回分同時に放映される事もある。また同じ大会中に同じ内容が2回放映されることもある。
その性格上、その日の第1試合の前や最終試合の後に放映される事はない。また試合と試合の間に必ず放映されるわけでもない。さらに準々決勝以降は「今大会の好プレー」や「今大会のホームラン」などに切り替わり、「センバツ球春譜」は放映されなくなる。
映像画面アスペクト比は、ハイビジョン録画されたものは16:9、それ以外の古い映像は4:3でハイビジョン対応テレビではピラーボックス表示となる。ナレーションは（森中が大会の実況者に入っていなくても）一貫して森中直樹アナウンサーが担当している。
2021年の第93回選抜高等学校野球大会では当コーナーを放映せず、「センバツ　球児たちの行進曲」および「高校野球100年のものがたり」を放映している。

## 2011年春の放映実績
2011年の第83回選抜高等学校野球大会は放映なし。

## 2012年春の放映実績
2012年の第84回選抜高等学校野球大会において放映された内容は次の通り（放映順・カッコ内は順に、放映日付・大会日程・放映試合間）。
1. 「センバツの幕あけ」（3月21日・初日第1-2試合） - 名古屋市にあるセンバツ発祥の地、山本球場で行われた第1回大会の様子、初代優勝校の高松商、第2回大会から甲子園球場、川上哲治・野口二郎の写真と第18回大会の試合中に骨折をしながらも延長12回まで力投した滝川中の別所毅彦、第29回大会で優勝した王貞治を戦前から戦後の高校野球で活躍した投手を紹介。
2. 「新湊旋風」（3月22日・2日目第2-3試合） - 第58回大会、富山県勢として16年ぶりに出場した新湊が優勝候補との呼び声が高かった享栄や拓大紅陵を破り富山県勢として最高位となるベスト4進出を決めた大会を1回戦・享栄戦、準々決勝・京都西戦を中心に紹介。
3. 「夢のパーフェクト」（3月24日・3日目第2-3試合） - 第50回大会・第66回大会の春のセンバツで2度記録された完全試合の模様を紹介。詳しくは当該項目を参照。
4. 「エース譲らず　延長また延長」（3月24日・3日目第3試合中断時） - 第75回大会・準々決勝花咲徳栄対東洋大姫路の試合は、延長15回引き分け再試合制が採用されてから初めての引き分けとなり、再試合でも延長戦となり合計25イニング・合計時間5時間42分の死闘を紹介。詳しくは該当項目を参照。
5. 「ゴジラ登場」（3月25日・4日目第1-2試合） - 第64回大会より甲子園からラッキーゾーンが撤去されたこの年、星稜の松井秀喜が大会記録となる1回戦・宮古戦で2打席連続本塁打・1試合7打点 、2回戦・堀越戦で1大会3本塁打という記録を残し、大きな印象を残した試合を紹介。
6. 「逃げていった初優勝〜第61回決勝東邦 - 上宮〜」（3月26日・5日目第1-2試合） - 平成初の高校野球、第61回大会・決勝東邦対上宮という強豪校同士の決勝戦で東邦が劇的なサヨナラ勝利を決め優勝した試合を紹介。詳しくは該当項目を参照。
7. 「エース譲らず　延長また延長」（3月26日・5日目第2-3試合） - （同大会2回目の放映）
8. 「『やれば出来る』は魔法の合いことば」（3月26日・5日目第2-3試合） - 第76回大会、創部3年目で初出場を決めた上甲正典監督率いる済美、準々決勝・東北戦と史上初のナイターとなった決勝愛工大名電戦を中心に見事初出場ながら初優勝を決めた模様を紹介。
9. 「センバツの幕あけ」「夢のパーフェクト」「逃げていった初優勝〜第61回決勝東邦 - 上宮〜」（3月27日・6日目第2-3試合） - （同大会2回目の放映）
10. 「決勝進出をかけた死闘」（3月28日7日目第2-3試合） -　第62回大会準決勝、決勝進出を賭けた第1試合が延長13回、第2試合が延長17回までもつれ込みセンバツ大会では異例となるナイターで行われた試合を紹介。準決勝第2試合北陽対新田は該当項目を参照。
11. 「エース譲らず　延長また延長」（3月29日8日目第1-2試合） - （同大会3回目の放映）

## 2013年春の放映実績
2013年の第85回記念選抜高等学校野球大会において放映された内容は次の通り（放映順・カッコ内は順に、放映日付・大会日程・放映試合間）。
1. 「あきらめない街・石巻」（3月22日・初日第1-2試合） - 第84回大会、東日本大震災の被災地・宮城県石巻市から21世紀枠で初出場を決め開会式では選手宣誓を、試合では4点ビハインドの劣勢から一時逆転を決め、諦めない姿勢を全国に届けた石巻工の戦いを紹介。（2013年から放映）
2. 「センバツの幕あけ」（3月22日・初日第2-3試合）
3. 「ゴジラ登場」「エース譲らず　延長また延長」「『やれば出来る』は魔法の合いことば」（3月23日・2日目第1-2試合）
4. 「夢のパーフェクト」「逃げていった初優勝～第61回決勝東邦－上宮～」（3月23日・2日目第2-3試合）
5. 「『24の瞳』中村 快進撃」「新湊旋風」（3月23日・2日目第3-4試合）　- 前半は第49回大会に部員12人で初出場した高知・中村、中村はただ1人の投手、エース山沖之彦を擁して準優勝も成し遂げた。センバツ1,000試合目の準々決勝天理戦を中心に紹介。
6. 「決勝進出をかけた死闘」（3月24日・3日目第2-3試合）
7. 「あきらめない街・石巻」（3月28日・7日目第1-2試合）　- （同大会2回目の放映）
8. 「夢のパーフェクト」「逃げていった初優勝～第61回決勝東邦－上宮～」（3月29日・8日目第2-3試合） - （同大会2回目の放映）
9. 「『やれば出来る』は魔法の合いことば」（3月30日・9日目第1-2試合） - （同大会2回目の放映。この回の放映後は済々黌対済美戦の試合が行われた。）
10. 「ゴジラ登場」（3月30日・9日目第2-3試合） - （同大会2回目の放映）

## 2014年春の放映実績
2014年の第86回選抜高等学校野球大会において放映された内容は次の通り（放映順・カッコ内は順に、放映日付・大会日程・放映試合間）。
1. 「センバツの幕あけ」（3月22日・2日目第1-2試合）
2. 「決勝進出をかけた死闘」「逃げていった初優勝～第61回決勝東邦－上宮～」（3月22日・2日目第2-3試合）
3. 「センバツの幕あけ」（同大会2回目の放映）「ゴジラ登場」（3月23日・3日目第2-3試合）
4. 「夢のパーフェクト」（3月25日・5日目第1-2試合）
5. 「エース譲らず　延長また延長」「『やれば出来る』は魔法の合いことば」「あきらめない街・石巻」「『24の瞳』中村 快進撃」（3月25日・5日目第2-3試合）
6. 「エース譲らず　延長また延長」「『やれば出来る』は魔法の合いことば」「あきらめない街・石巻」「『24の瞳』中村 快進撃」（3月28日・7日目第1-2試合） - （同大会2回目の放映）
7. 「夢のパーフェクト」（3月28日・7日目第2-3試合） - （同大会2回目の放映）
8. 「『24の瞳』中村 快進撃」（同大会3回目の放映）「新湊旋風」（3月29日・8日目第1-2試合）

## 2022年春より放映
「『二度とない』2試合連続 延長引き分け」 - 第89回大会、2回戦第2試合・福岡大大濠対滋賀学園および、第3試合・福井工大福井対健大高崎が、いずれも延長15回でも決着がつかず、2試合連続で引き分け再試合となり、延長タイブレーク方式を導入するきっかけとなった試合を紹介。

## 2023年春より放映
「補欠校からの快進撃」 - 第94回大会、京都国際が大会開幕前日、部員のCOVID-19感染により出場辞退。代替出場校の近江が代替出場史上初の決勝進出（準優勝）。1回戦・長崎日大戦と準決勝・浦和学院戦を紹介。